# Walpola Rahula
Walpola Rahula (1907-1997) fue un monje budista, educado e instruido según la tradición theravada en Sri Lanka. La breve pero lúcida visión general de los conceptos budistas que se hallan en sus trabajos es respetada y se ha convertido en una fuente importante para el estudio del budismo en Occidente.
Cuando era joven, ingresó a la Universidad de Ceilán (hoy Universidad de Colombo), obtuvo el título de Bachelor of Arts (Licenciado en Humanidades) en Londres y después logró un Doctorado en Filosofía, habiendo escrito una tesis sobre la Historia del Budismo en Sri Lanka (Ceilán).
En diversas ocasiones, asumió roles importantes en los principales seminarios en Sri Lanka, fue canciller de la Universidad de Kelaniya e impartió clases en el extranjero en la Universidad de Calcuta, la Universidad de Northwestern, en el Swarthmore College, UCLA y La Sorbona. Fue durante su estancia en La Sorbona (a finales de los años 1950) que escribió What the Buddha Taught, texto introductorio al Budismo por el cual Rahula se hizo famoso.